# New Masters
New Masters — второй студийный альбом британского автора-исполнителя Кэта Стивенса, записанный им с продюсером Майком Хёрстом в октябре 1967 года и выпущенный в декабре лейблом Deram Records, филиалом Decca Records.

## Об альбоме
Сингл из альбома, «A Bad Night»/«The Laughing Apple», поднялся до #20 в UK Singles Chart, за ним последовал «Kitty»/«Blackness of the Night» (#47). New Masters не повторил успеха предшественника; более того, стал единственным альбомом певца, который вообще не вошёл в UK Albums Chart.
Единственным хитом из альбома стал «The First Cut Is the Deepest», но — не в исполнении автора. На песню были сделаны 4 кавера, один из которых, в исполнении Рода Стюарта, в 1977 году 4 недели возглавлял UK Singles Chart.

## Список композиций

### Сторона А
1. «Kitty» — 2:23
2. «I’m So Sleepy» — 2:24
3. «Northern Wind» — 2:51
4. «The Laughing Apple» — 2:39
5. «Smash Your Heart» — 3:02
6. «Moonstone» — 2:18

### Сторона В
1. «The First Cut Is the Deepest» — 3:03
2. «I’m Gonna Be King» — 2:30
3. «Ceylon City» — 2:29
4. «Blackness of the Night» — 2:31
5. «Come on Baby (Shift That Log)» — 3:52
6. «I Love Them All» — 2:12

### Бонус-треки (2003 CD)
1. «Image of Hell» — 3:08
2. «Lovely City (When Do You Laugh?)» — 2:43
3. «The View from the Top» — 3:36
4. «Here Comes My Wife» — 3:00
5. «It’s a Super (Dupa) Life» — 2:54
6. «Where Are You» — 3:03
7. «A Bad Night» — 3:11